# گروه کر فیلارمونیک ایران
گروه کر فیلارمونیک ایران (با نام پیشین گروه کر نوری) یک گروه کر ایرانی به رهبری علیرضا شفقی نژاد است.

## تاریخچه

### شکل گیری
در ابتدا این گروه با نام هم‌آواز، در سال ۱۳۷۹ توسط علیرضا شفقی نژاد، با اجتماع گروهی از دوستان و شاگردانش که عمدتاً از دانشجویان و دانش‌آموختگان دانشکده موسیقی بودند، شکل گرفت .

### تغییر نام به گروه کر نوری
پس از اجرای چندین برنامه و تنها مدتی بعد از شکل‌گیری و آغاز همکاری گروه با محمد نوری و چندین اجرا در برخی کنسرت‌های وی، و با اضافه شدن تعدادی دیگر از شاگردان نوری و شفقی نژاد که روی‌هم حدود ۱۰۰ نفر می‌شدند، به پیشنهاد محمد نوری در سال ۱۳۸۰ به گروه کر نوری تغییر نام داد که این نام تا سال ۱۳۸۸ باقی ماند .

### تغییر نام مجدد به فیلارمونیک
این گروه در سال ۱۳۸۸ و با کسب اجازه از محمد نوری به علت گستردگی فعالیت‌های هنری و کنسرتهایی که بدون حضور او انجام می‌گرفت و نیز دوری از شائبهٔ بهره جوئی از نام وی ، به گروه کرفیلارمونیک ایران تغییر نام داد .

## فعالیتها
از زمان تشکیل تا کمی قبل از وفات محمد نوری ، گروه صرفاً مجری برنامه‌های او نبوده و به فعالیت‌هایی مستقل  نیز اشتغال داشته که به اختصار می‌توان به چند مورد زیر اشاره کرد :
- رکوئیم موتسارت و رکوئیم فوره به همراه ارکستر زهی
- مس گنجشکها و مس تاجگذاری اثر موتسارت
- مس روسینی ، مس بتهوون ، مس لیست و مس سل ماژور شوبرت
- کارمینا بورانا اثر کارل ارف
- قطعات فولکلوریک و محلی ایرانی

از جمله فعالیت‌های گروه می‌توان به برگزاری فستیوال موتزارت در آذر ۱۳۸۴ به مدت ۱۰ شب در تالار وحدت به رهبری لوریس چکناواریان و علیرضا شفقی نژاد، حضور در فستیوال موتزارت در سال ۱۳۸۵ در دانشکده هنرهای زیبای دانشگاه تهران به رهبری علیرضا شفقی نژاد، حضور در اجرای سمفونی صلح به همراه ارکستر سمفونیک اوکراین به مدت ۵ شب به رهبری لوریس چکناواریان، برگزاری کنسرت در تالار رودکی به مدت ۴ شب با اجرای آثار محلی و آثار کلاسیک، اجرای مس تاجگذاری و مس گنجشک‌ها به رهبری علیرضا شفقی نژاد، اجرای قطعاتی در سفارت اتریش به مناسبت روز ملی اتریش، همچنین اجرای مس روسینی در تالار وحدت در آذرماه ۱۳۸۵ اشاره نمود.
در اوایل آبان ماه سال ۸۶ گروه کر در کارگاهی که به همت انجمن فرهنگی اتریش و با حضور ویجی اوپاتها برگزار شد، به مدت ۳ شب حضور داشت. حضور رهبرانی همچون علی رهبری در تمرینات گروه و تأیید ایشان از لحاظ فنی از افتخارات گروه به حساب می‌آید. از جمله فعالیت‌های گروه چندین ضبط استودیویی  از جمله موسیقی سریال مدار صفر درجه می‌باشد . همچنین اجرای کارمینا بورانا اثر کارل ارف که برای اولین بار در ایران به صورت کامل و در تنظیم اصلی قطعه که شامل ۲ پیانو و پرکاشن می‌باشد، بارهبری علیرضا شفقی نژاد به مدت ۵ شب در تالار وحدت و در اردیبهشت ماه سال ۸۷ در کارنامه این گروه است ، که استقبال بسیار منتقدان و مخاطبان را به همراه داشت.
این گروه در مهرماه ۱۳۹۱ به همراه گروه کر ملل ،گروه موسیقی پارس به سرپرستی ناصر نظر، ارکستر پارس و نیز با کارگردانی محمد عاقبتی ، اپرای مانا و مانی را بعد از حدود سی و چهار سال پس از خلقش توسط حسین دهلوی، برای اولین بار به‌طور کامل در تالار وحدت اجرا کرد.
در اردیبهشت ۱۳۹۸ یکی از کنسرت های مهم این گروه با عنوان «رکوییم‌دورژاک» در تالار وحدت برگزار‌ شد که رضا فکری خواننده ایرانی مطرح اپرا از سولیست های این کنسرت بود.
این گروه در بهمن ۱۴۰۰ در اجرای آهنگ (در این شب سیاه) با صدای همایون شجریان همکاری کردند.